# 利益法学
利益法学（りえきほうがく）とは、フィリップ・ヘックに決定的な影響を受けた、法学の一学派である。
ヘックによると、法的基準はどれも、法の整備者によって、特定の社会的あるいは経済上の利益闘争を視野に入れながら下された決定であると理解すべきもので、この点で利益法学は概念法学とは区別される。
利益法学は以下の二つを前提とする。すなわち、
- 裁判官は法に拘束される
- 法的基準は、不十分な点、あるいは欠陥がある（欠陥理論Lueckentheorie）

法の欠陥が見つかった際は、それを埋めるために、法の中に記録され残っている利益闘争解決のための決定が、下敷きにされるべきである。
以上から、裁判官には、法の創造者として活動することが求められる。つまり、裁判官に求められているのは、法に文字通り拘束されることではなく、背景にある利益を考慮に入れつつ、法に服従することなのである。
この方法は、法または権利の類推解釈として昔から知られていたが、関係者の利益に起源を求めることで、新しい方法論を基礎付けるものとなった。
また、下に挙げるように、法に意図的に欠陥が残されている場合、裁判官は、法の整備者が果たすであろう役割にそって決定を下すべきである。
- 法律効果の側が裁判官の自己裁量に任されている、または
- 法律要件の側で未特定の法概念がある

裁判官に対するこの要求は、スイス民法典第1条にも明記されている。

## 参考図書
- フィリップ・ヘック、『法の解釈と利益法学』　Gesetzesauslegung und Interessenjurisprudenz, Archiv fuer die civilistische Praxis(AcP) 112(1914)出典、 同号89ページ以降を参照